# Metoda struja petlji
Metoda struja petlji je jedna od metoda rješavanja mreža istosmjerne i izmjenične struje. Metoda se temelji na izračunu struja petlji. Mreža se podijeli na nezavisne petlje, a svaka petlja ima vlastitu zamišljenu struju - struju petlje koja bi u njoj tekla. 
Za račun je potrebno postaviti jednadžbe II. Kirchhoffovog zakona kojih ima koliko i nezavisnih petlji. Rješenje sustava jednadžbi daje struje petlji, a stvarne struje računamo iz struja petlji. Struja nezavisne grane jednaka je struji petlje, a struja zavisne grane dviju petlji jednaka je razlici (ili zbroju) dviju struja petlji, ovisno o smjerovima.

## Postupak
- Odredimo nezavisne petlje i svojevoljno odredimo smjerove struja petlji.

- Smjer stvarnih struja po granama također odredimo svojevoljno, ali samo ako već nije zadan.

- Označimo polaritete padova napona koje bi struje petlji stvarale na pojedinim otpornicima. Kroz otpornike koji su zajednički za dvije petlje teći će obje struje petlji. U tom slučaju potrebno je ozačiti polaritete ovisno o smjeru svake struje petlje.

- Obilaženjem nezavisnih petlji pišemo naponske jednadžbe II. Kirchhoffovog zakona. S lijeve strane jednadžbe pišemo padove napona na otpornicima. Za pad napona na vlastitim otpornicima koje stvara struja promatrane petlje predznak je plus. Za padove napona kroz zajedničke otpornike koje stvara susjedna struja petlje predznak je plus ako su smjerovi struja petlji isti, odnosno minus ako su suprotni.

- Rješenja sustava jednadžbi su struje petlji za koje zaključujemo da su jednake strujama nezavisnih grana. Struja kroz grane sa zajedničkim elementima jednaka je razlici ili zbroju struja petlji. Negativan rezultat znači da je stvarni smjer struje suprotan od pretpostavljenog.